# Стеблін-Каменський Ростислав Андрійович
Стеблін-Каменський Ростислав Андрійович (04.07.1857—27.07.1894) — революціонер-народник. Народився в м. Орел (нині місто в РФ). Походив із родини полтавського поліцмейстера. Від 1869 навчався в Полтавській гімназії, котру не закінчив через арешт 1876. Один із фундаторів народницького гуртка з полтавської молоді (1875—76). Після арешту утримувався в Полтавській в'язниці (1876—77). У квітні 1877 звільнений на поруки завдяки клопотам батька. Учасник харківського революційного гуртка Д.Буцинського (1877—78). Від 1878 — прибічник терористичних методів боротьби з російським царатом. Брав участь у вбивстві шпигуна, нападах на жандармів та ін. У лютому 1879 заарештований у Києві, під час арешту чинив відчайдушний збройний опір. Засуджений Київським військово-окружним судом на 14 років та 10 місяців каторжних робіт на рудниках, але за конфірмацією місцевого губернатора термін був зменшений до 10-ти років. 1880 засуджений повторно за недонесення тюремному начальству про підкоп в Іркутському централі, завдяки якому втекли 8 політичних в'язнів. Відбував покарання на золотих копальнях на р. Кара (1880—85). У серпні 1885 переведений на поселення до Якутської області. Від 1886 займався землеробством у Мегинському улусі якутів (Якутська обл.). 1892 отримав дозвіл вивчати статистичні матеріали Якутського обласного статистичного комітету. 1893 отримав право переміщення Сибіром, зокрема відвідував м. Іркутськ (нині місто в РФ).
Покінчив життя самогубством у м. Іркутськ.